# Plat únic
Un plat únic, en gastronomia, és un plat nutricionalment complet, servit en un mateix servei, i gairebé sempre en un mateix recipient, que no necessita anar seguit ni precedit d'un altre plat, tot i que sí que solen menjar-se, després, unes postres. Així, un àpat tradicional format per primer plat, segon plat i postres passa a estar-ho per un plat únic i unes postres.
Es poden considerar plat únic, per exemple, l'escudella i carn d'olla (tot i que també es pot considerar un primer plat, la sopa, seguit d'un segon, les carns), etc.